# Тёш
Тёш (кирг. Төш) — село в Сузакском районе Джалал-Абадской области Кыргызстана. Входит в состав Кара-Дарыянского айылного аймака.

## География
Село расположено в юго-восточной части области, на правом берегу реки Карадарья, вблизи государственной границы с Узбекистаном, на расстоянии приблизительно 13 километров (по прямой) к западо-юго-западу от села Сузак, административного центра района. Абсолютная высота — 598 метров над уровнем моря.

## Население
Согласно оценочным данным Национального статистического комитета Кыргызской Республики, численность населения села на начало 2023 года составляла 4720 человек.
| год     | 2009 | 2014 | 2015 | 2020 | 2021 | 2023 |
| ------- | ---- | ---- | ---- | ---- | ---- | ---- |
| человек | 3486 | 4117 | 4614 | 4529 | 4579 | 4720 |